# Токтогул
Токтогул (до 1957 года — Музтор, ранее — Сасык-Джийде) (кирг. Токтогул шаары) — город, административный центр Токтогульского района Джалал-Абадской области Кыргызстана.
Указом Президиума Верховного Совета Киргизской ССР от 31 июля 1957 года рабочий посёлок Музтор Токтогульского района Джалал-Абадской области переименован в рабочий посёлок Токтогул.
Назван в честь народного акына Киргизии Токтогула Сатылганова. Ранее назывался Музтор. В 2012 году пгт Токтогул получил статус города. Население — 19 200 жителей (2017).

## География
Город расположен на северном берегу Токтогульского водохранилища. Памирский тракт, проходя мимо восточной оконечности водохранилища, соединяет Токтогул с городами Кара-Куль и Джалал-Абад.

## Инфраструктура
В Токтогуле есть профессиональный лицей, школы, медико-социальная экспертная комиссия, молокозавод.